# MYこれ!クション 斉藤由貴BEST
『MYこれ!クション 斉藤由貴BEST』（マイこれクション さいとうゆきベスト）は、斉藤由貴のベスト・アルバム。2001年11月21日発売。発売元はポニーキャニオン。

## 解説
ポニーキャニオンから単独でシリーズ化されている『MYこれ!クション』の1作で、シングルA面曲（レコードの12インチシングルとしてリリースされた「土曜日のタマネギ」を含む）を多数収録した、廉価盤ベスト・アルバム。デジタル・リマスタリングが実施され、音質が向上した。
2007年には、シングルEP、CDのA面・B面曲を収録した『斉藤由貴 SINGLESコンプリート』がリリースされた。また、2005年以降歌手活動がマイペースながら実施されており、本ベスト盤に収録された楽曲のリテイク・バージョンもリリースされた（「悲しみよこんにちは（21st century ver.）」収録）。

## 収録曲
1. 卒業（4:42）
  - 歌手デビュー曲。明星食品のコマーシャルソング。
2. 白い炎（4:14）
  - 自身が出演したフジテレビ系ドラマ『スケバン刑事』主題歌
  - 再レコーディングされた「白い炎 21st century ver.」もリリースされた。
3. 初戀（3:38）
4. 情熱（4:56）
  - 富士フイルム カセットテープ「AXIA」コマーシャルソング
5. 悲しみよこんにちは（3:55）
  - 『第37回NHK紅白歌合戦』主題歌。紅組の司会も務めた。
  - フジテレビ系アニメ『めぞん一刻』テーマソング
  - 資生堂 コマーシャルソング
  - 再レコーディングされた「悲しみよこんにちは（21st century ver.）」が2007年11月28日にリリースされた。
6. 土曜日のタマネギ（7:22）
  - 12インチ・シングルヴァージョン。前奏の短いヴァージョンもあり。
  - コーラスのひとりは久保田利伸である。
7. 青空のかけら（3:49）
  - 富士フイルム カセットテープ「AXIA」コマーシャルソング
8. MAY（4:48）
  - 映画『恋する女たち』主題歌
9. 砂の城（3:59）
  - 富士フイルム カセットテープ「AXIA」コマーシャルソング
10. 「さよなら」（4:38）
  - 本人出演映画『「さよなら」の女たち』主題歌。
  - 2006年11月23日には同映画のDVDが発売された。
  - 原由子が作曲を担当。
11. ORACION -祈り-（4:38）
  - 映画『優駿 ORACION』主題歌。
  - 作曲者・来生たかおとのデュエット。
  - タイトルは「オラシオン」と読む。
12. 夢の中へ（3:31）
  - 日本テレビ系ドラマ『湘南物語』主題歌
  - 井上陽水のカバー。
  - 発売当時、音楽番組で司会者に「この曲のヒットについて、井上さんは何かおっしゃってましたか?」と聴かれた斉藤は、「俺もいい曲作ったな、とおっしゃってました」と笑いながら答えた。
  - 再レコーディングされた「夢の中へ 21st century ver.」もリリースされた。
13. いつか（4:17）
14. なぜ（4:32）
  - ウィスパー系のボーカルで新境地を開拓したシングル。
  - シングルでは、およそ10年ぶりの筒美京平作品となった。
15. 雪灯りの町（4:43）
  - 『The Special Series 斉藤由貴』『雪の断章サウンドスケッチ』収録曲
16. AXIA 〜かなしいことり〜（4:33）
  - アルバム『AXIA』より